# 西格弗里德·菲勒
西格弗里德·菲勒（德語：Siegfried Fülle，1939年10月6日—），德国男子竞技体操运动员。他曾获得1964年夏季奥运会男子团体全能铜牌和1968年夏季奥运会男子团体全能铜牌。他也参加了1960年夏季奥运会。